# Teoria dell'elasticità

Molla in risonanza

La teoria dell'elasticità è la branca della meccanica del continuo che studia il moto e la deformazione dei corpi solidi elastici sotto assegnate condizioni di carico (forze o sollecitazioni). Essa costituisce il soggetto di studio principale della meccanica dei solidi e trova il suo interesse sia nella matematica, dove ha dato origine ad un'imponente mole di ricerca teorica, sia nella scienza delle costruzioni, dove la teoria trova la sua orientazione applicativa fornendo una gamma abbastanza ampia di soluzioni (esatte o approssimate) a molti problemi. Essa ha pertanto applicazione in diversi campi ingegneristici (della analisi strutturale e della scienza dei materiali, per esempio), ma anche in geofisica (interpretazione dei dati sismici mediante l'analisi delle onde elastiche) e in medicina (lo studio delle proprietà biomeccaniche di organi artificiali, per esempio).

## Generalità
Il nome Teoria dell'elasticità è comunemente sinonimo di teoria classica dell'elasticità, che si limita a considerare piccoli spostamenti e piccole deformazioni di solidi di materiale elasto-lineare il cui legame costitutivo è riconducibile alla legge di Hooke: ad essa pertanto ci si riferisce anche come teoria lineare dell'elasticità. Dalla teoria classica dell'elasticità resta pertanto escluso non solo lo studio dei corpi anelastici (elasto-plastici, materiali fragili, etc), ma anche lo studio dei corpi elastici in condizioni di grandi spostamenti e/o grandi deformazioni. Mentre il primo campo è oggetto di teorie specifiche (teoria della plasticità, meccanica della frattura, etc), il secondo campo rientra negli interessi della teoria nonlineare dell'elasticità e comprende sia gli studi di teoria della stabilità dell'equilibrio elastico, che gli studi sul comportamento di materiali iperelastici non lineari, come le gomme, caratterizzate da deformazioni elevate pur in presenza di sollecitazioni modeste.

## Storia
La teoria lineare dell'elasticità dei solidi continui tridimensionali nasce attorno al 1820 con il lavoro di Cauchy sui corpi continui tridimensionali. Contemporaneamente, Navier sviluppò una diversa formulazione della teoria sulla base di una rappresentazione non continua ma corpuscolare della materia. Nei successivi anni, sempre ad opera di Cauchy, Navier e Poisson, le due diverse formulazioni si confrontarono in accese discussioni scientifiche (la controversia sul numero di moduli elastici indipendenti per un materiale isotropo) che gradualmente portarono a evidenziare i limiti del modello corpuscolare. I successivi sviluppi della teoria dell'elasticità furono pertanto nel quadro del modello continuo. La controversia concernente il massimo numero possibile di moduli costitutivi elastici indipendenti per materiali anisotropi fu chiusa definitivamente dal matematico inglese George Green nel 1837, dimostrando che l'esistenza di una energia di deformazione richiede che, delle 36 costanti elastiche di legame costitutivo (tra le 6 componenti indipendenti di tensione e le 6 componenti indipendenti di deformazione), solo 21 debbano essere indipendenti.
Il XIX secolo segna non solo la nascita della teoria dell'elasticità, ma anche la derivazione di molte delle principali soluzioni elastiche associate ad importanti fenomeni fisici. Nel 1850 il matematico e ingegnere francese Barré de Saint-Venant sviluppò la soluzione della torsione per cilindri di sezione non circolare, evidenziando la necessità dell'ingobbimento della sezione con spostamenti fuori dal suo piano, e la soluzione della flessione di travi soggette a carichi trasversali, chiarendo definitivamente il significato della teoria della trave di Jakob Bernoulli, Eulero e Coulomb che permette di esprimere i principali problemi inerenti all'equilibrio elastico delle travi, degli archi e delle travature. Nella seconda metà del secolo, soluzioni in termini di tensioni e spostamenti indotte da forze concentrate furono conseguite da Lord Kelvin nel caso di forze concentrate su un punto interno di uno spazio infinito, dal matematico francese Joseph Boussinesq e dal matematico italiano Valentino Cerruti nel caso di forze concentrate su un punto della superficie di un semispazio.
Il matematico prussiano Leo August Pochhammer analizzò le vibrazioni di un cilindro elastico, mentre il matematico inglese Horace Lamb ed il fisico prussiano Paul Jaerisch ottennero nel 1880 l'equazione generale per il problema delle vibrazioni di un corpo sferico, soluzione che successivamente produsse, nel 1900 ad opera dei sismologi, il modello di rappresentazione delle vibrazioni della terra. Nel 1863 Kelvin ottenne la forma base della soluzione del problema dell'equilibrio elasto-statico di un solido sferico, che permetterà negli anni seguenti di rappresentare la deformazione della terra indotta dal suo moto di rotazione.

## Formulazione matematica
- {\displaystyle {\mathcal {B}}}: dominio occupato dalla configurazione iniziale del corpo,
- {\displaystyle {\mathcal {C}}_{f}}: parte libera  del contorno di {\displaystyle {\mathcal {B}}},
- {\displaystyle {\mathcal {C}}_{u}}: parte vincolata del contorno di {\displaystyle {\mathcal {B}}},
- {\displaystyle \mathbf {N} }: normale uscente al punto del contorno,
- {\displaystyle {\boldsymbol {\sigma }}}: tensore simmetrico delle tensioni di Cauchy,
- {\displaystyle {\boldsymbol {\varepsilon }}}: tensore simmetrico delle deformazioni infinitesime,
- {\displaystyle \mathbf {u} }: vettore degli spostamenti,
- {\displaystyle {\bar {\mathbf {u} }}}: vettore dei cedimenti assegnati,
- {\displaystyle {\mathsf {C}}}: tensore di quarto ordine dei coefficienti elastici,
- {\displaystyle \lambda ,\mu }: costanti elastiche di Lamé per materiali isotropi,
- {\displaystyle \mathbf {b} }: forza per unita di volume,
- {\displaystyle \mathbf {f} }: forza  per unità di superficie,
- {\displaystyle \rho }: densità di massa,

Operatori su vettori, tensori/matrici:
- {\displaystyle {\dot {(\bullet )}}}: derivata prima rispetto al parametro temporale t.
- {\displaystyle {\ddot {(\bullet )}}}: derivata seconda rispetto al parametro temporale t.
- {\displaystyle {\boldsymbol {\nabla }}(\bullet )}: operatore gradiente
- {\displaystyle (\bullet )^{T}}: operatore trasposto,
- {\displaystyle \mathbf {div} (\bullet )}: operatore di divergenza,
- {\displaystyle {\boldsymbol {\nabla }}^{2}(\bullet )}: operatore laplaciano,
- {\displaystyle \mathbf {rot} (\bullet )}: operatore di rotore,

Il problema fondamentale della teoria dell'elasticità è quello di determinare il moto e la deformazione che un dato corpo elastico subisce sotto l'azione di assegnate forze esterne, nel rispetto delle relazioni di bilancio (equilibrio), congruenza cinematica e di legame costitutivo elasto-lineari. La teoria fa riferimento al modello continuo di Cauchy, nell'ipotesi di piccoli spostamenti (tale da poter confondere, ai fini dell'equilibrio, configurazione deformata e configurazione iniziale indeformata) e piccole deformazioni, assumendo un legame elastico lineare ricondicibile alla legge di Hooke generalizzata, nel seguito particolarizzati per il solo caso di materiali isotropi. Nel dominio {\displaystyle {\mathcal {B}}} occupato dalla configurazione iniziale del corpo, tale problema è espresso da un sistema di equazioni differenziali alle derivate parziali, rappresentate nella notazione tensoriale classica della meccanica del continuo da
- Equazione del moto, che esprime la prima legge di bilancio di Eulero:

{\displaystyle \mathbf {div} \,{\boldsymbol {\sigma }}+\mathbf {b} =\rho ~{\ddot {\mathbf {u} }}}
- Equazione di congruenza cinematica:

{\displaystyle {\boldsymbol {\varepsilon }}={\tfrac {1}{2}}\left[{\boldsymbol {\nabla }}\mathbf {u} +({\boldsymbol {\nabla }}\mathbf {u} )^{T}\right]}
- Le relazioni costituitive per materiali elastici-lineare (legge di Hooke generalizzata {\displaystyle {\boldsymbol {\sigma }}={\mathsf {C}}:{\boldsymbol {\varepsilon }}}) che per materiali isotropi è espressa dalla:

{\displaystyle {\boldsymbol {\sigma }}=\lambda ~{\text{tr}}({\boldsymbol {\varepsilon }})~{\boldsymbol {\mathit {1}}}+2~\mu ~{\boldsymbol {\varepsilon }}}
con le possibili condizioni al contorno
- naturali, di equilibrio tra tensioni interne e sforzi superficiali esterni sulla parte libera {\displaystyle {\mathcal {C}}_{f}} del contorno di {\displaystyle {\mathcal {B}}}

{\displaystyle {\boldsymbol {\sigma }}\mathbf {n} =\mathbf {f} }
- essenziali, di congruenza cinematica  tra spostamento e cedimenti sulla parte vincolata {\displaystyle {\mathcal {C}}_{u}} del contorno di {\displaystyle {\mathcal {B}}}:

{\displaystyle \mathbf {u} ={\bar {\mathbf {u} }}}
e condizioni iniziali
{\displaystyle \mathbf {u} (\cdot )|_{t=0}=\mathbf {u} ^{o}\;,\;{\dot {\mathbf {u} }}(\cdot )|_{t=0}={\dot {\mathbf {u} }}^{o}}
Fissato un sistema di coordinate cartesiane {\displaystyle (X_{1},X_{2},X_{3})}  si indichi con la seguente notazione compatta l'operazione di derivata parziale
{\displaystyle (\bullet ),_{i}\equiv {\frac {\partial }{\partial X_{i}}}(\bullet )}
e si faccia uso della notazione di Einstein sugli indici ripetuti
{\displaystyle (\bullet )_{kk}\equiv \sum _{k=1}^{3}(\bullet )_{kk}}
Le principali relazioni scalari in componenti scalari cartesiani hanno allora la seguente rappresentazione:
- equazioni di campo

{\displaystyle \sigma _{ij,j}+\rho ~{b}_{i}=\rho ~{\ddot {u}}_{i}}
{\displaystyle \varepsilon _{ij}={\tfrac {1}{2}}\left[{u}_{i},_{j}+{u}_{j},_{i}\right]}
{\displaystyle \sigma _{ij}=\lambda ~\varepsilon _{kk}~\delta _{ij}+2~\mu ~{\boldsymbol {\varepsilon }}_{ij}}
- condizioni al contorno

{\displaystyle {\sigma }_{ij}\,{N}_{j}={f}_{i}}
{\displaystyle {u}_{i}={\bar {u}}_{i}}
- condizioni iniziali

{\displaystyle {u}_{i}(\cdot )|_{t=0}={u}_{i}^{o}\;,\;{\dot {u}}_{i}(\cdot )|_{t=0}={\dot {u}}_{i}^{o}}
Nel caso di forze esterne in equilibrio e in assenza di effetti dinamici, la soluzione del problema è indipendente dal parametro temporale e si parla di problema elastostatico. In tale caso scompaiono le condizioni iniziali e l'equazione del moto è trasformata nella seguente equazione di equilibrio
{\displaystyle \mathbf {div} \,{\boldsymbol {\sigma }}+\mathbf {b} =\mathbf {0} }

### Formulazione agli spostamenti (equazioni di Cauchy)
Nella scrittura del problema differenziale, le forze e i cedimenti risultano i dati del problema, mentre le incognite sono rappresentate da tensioni, deformazioni e spostamenti ({\displaystyle {\boldsymbol {\sigma }},{\boldsymbol {\varepsilon }},\mathbf {u} }): il problema si dice pertanto formulato in forma mista. È possibile ottenere una formulazione del problema nei soli spostamenti. In tale approccio, le deformazioni e le tensioni sono eliminate dalla formulazione, lasciando solo gli spostamenti come incognite rispetto a cui risolvere le equazioni del problema. Per le equazioni di campo, ciò è conseguito a partire dalle equazioni di equilibrio, facendo uso del legame costitutivo per sostituire le variabili tensionali in termini dei parametri deformativi, 
{\displaystyle \mathbf {div} {\bigl (}\lambda ~{\text{tr}}({\boldsymbol {\varepsilon }})~{\boldsymbol {\mathit {1}}}+2~\mu ~{\boldsymbol {\varepsilon }}{\bigr )}+\mathbf {b} =\rho ~{\ddot {\mathbf {u} }}}
e successivamente facendo uso del legame di congruenza cinematica per sostituire questi ultimi in termini dei parametri di spostamento. 
{\displaystyle \mu {\boldsymbol {\nabla }}^{2}\mathbf {u} +(\lambda +\mu )\,{\boldsymbol {\nabla }}{\bigl (}\mathbf {div} \mathbf {u} {\bigr )}+\mathbf {b} =\rho ~{\ddot {\mathbf {u} }}}
Analoga trasformazione è operata per le condizioni al contorno naturali mentre quelle essenziali risultano già direttamente espresse nelle sole componenti di spostamento.
Nel caso elasto-statico ({\displaystyle {\ddot {\mathbf {u} }}=\mathbf {0} }), le equazioni così ottenute sono dette di Cauchy. 
{\displaystyle \mu \,u_{i,jj}+(\mu +\lambda )\,u_{j,ij}+b_{i}=0}
Nel caso elasto-dinamico, dalle equazioni ottenute è possibile ricavare l'equazione delle onde, che nella sua forma più semplice è rappresentata dalla
{\displaystyle {\partial ^{2}u \over \partial t^{2}}=c^{2}\nabla ^{2}u,}
dove {\displaystyle u} è un campo di spostamento scalare e  c è una fissata costante pari alla velocità di propagazione dell'onda.

### Formulazione alle tensioni (equazioni di Beltrami-Michell)
In termini scalari, le equazioni di S. Venant
{\displaystyle \varepsilon _{ij,km}+\varepsilon _{km,ij}-\varepsilon _{ik,jm}-\varepsilon _{jm,ik}=0}
sono rappresentate da 81 relazioni scalari di cui solo le 6, qui di seguito riportate per esteso, sono indipendenti
{\displaystyle {\begin{aligned}{\varepsilon }_{11},_{22}+{\varepsilon }_{22},_{11}&=2{\varepsilon }_{12},_{12}\\{\varepsilon }_{11},_{33}+{\varepsilon }_{33},_{11}&=2{\varepsilon }_{13},_{13}\\{\varepsilon }_{22},_{33}+{\varepsilon }_{33},_{22}&=2{\varepsilon }_{23},_{23}\\{\varepsilon }_{12},_{33}+{\varepsilon }_{33},_{12}&={\varepsilon }_{13},_{23}+{\varepsilon }_{23},_{13}\\{\varepsilon }_{13},_{22}+{\varepsilon }_{22},_{13}&={\varepsilon }_{12},_{23}+{\varepsilon }_{23},_{12}\\{\varepsilon }_{23},_{11}+{\varepsilon }_{11},_{23}&={\varepsilon }_{12},_{13}+{\varepsilon }_{13},_{12}\\\end{aligned}}}
Una formulazione del problema nelle sole variabili tensionali è ottenibili nel caso statico e con condizioni al contorno solo di tipo naturale, assegnando lo sforzo su ogni punto della frontiera del dominio. In un tale approccio, le deformazioni e gli spostamenti sono eliminate dalla formulazione, lasciando solo le tensioni come incognite rispetto a cui risolvere le equazioni del problema. Una volta determinate le tensioni incognite, sono calcolate le deformazioni mediante il legame costitutivo, e gli spostamenti integrando le equazioni di congruenza cinematica.
Le equazioni di equilibrio (tre equazioni scalari)
{\displaystyle \mathbf {div} {\boldsymbol {\sigma }}+\mathbf {b} =\mathbf {0} }
risultano già direttamente espresse nelle incognite tensioni (sei componenti scalari indipendenti), ma esse sono insufficienti da sole a costituire in modo completo le equazioni di campo del problema. Le rimanenti equazioni devono essere ricavate dalle relazioni di congruenza e dalle relazioni costitutive. A tal fine conviene fare riferimento alle Equazioni esplicite di congruenza di S. Venant, ed espresse in termini tensoriali dalla
A partire dalle equazioni del S. Venant, riscritte in termini delle variabili tensione facendo uso del legame costitutivo, si ottengono le relazioni che completano il quadro delle equazioni di campo della formulazione tensionale del problema elasto-statico. Le equazioni ottenute sono dette equazioni di compatibilità Beltrami-Michell
{\displaystyle \mathbf {rot} \,\mathbf {rot} {\bigl (}{\tfrac {1}{2\mu }}\,{\boldsymbol {\sigma }}-{\tfrac {3\lambda +2\mu }{2\mu }}\,{\text{tr}}({\boldsymbol {\sigma }})\,{\boldsymbol {\mathit {1}}}{\bigr )}=\mathbf {0} }
Queste sono espresse in componenti scalari, nel caso di forze di massa costante, dalle seguenti relazioni
{\displaystyle \sigma _{ij,kk}+{\frac {1}{1+\nu }}\sigma _{kk,ij}=0}

## Formulazioni integrali
Quella data è la formulazione differenziale del problema elastico. Altre formulazioni sono possibili sulla base di una diversa scrittura delle equazioni del problema. 
A tale scopo, risulta utile il principio dei lavori virtuali. 
Si fa riferimento nel seguito al solo caso elasto-statico.
Il principio si basa sull'equazione dei lavori virtuali, cioè sull'uguaglianza tra lavoro virtuale interno ed esterno,
{\displaystyle \int _{\mathcal {B}}{\boldsymbol {\sigma }}_{1}^{t}{\boldsymbol {\varepsilon }}_{2}\,dv=\int _{\mathcal {B}}{\mathbf {q} }_{1}^{t}{\mathbf {u} }_{2}\,dv+\int _{{\mathcal {C}}_{f}}{\mathbf {f} }_{1}^{t}{\mathbf {u} }_{2}\,ds+\int _{{\mathcal {C}}_{u}}({\boldsymbol {\sigma }}_{1}{\mathbf {n} })^{t}{\bar {\mathbf {u} }}_{2}\,ds}
in corrispondenza
- di un generico sistema di tensioni {\displaystyle {\boldsymbol {\sigma }}_{1}} in equilibrio con un generico sistema di carichi {\displaystyle (\mathbf {q} _{1},\mathbf {f} _{1})}
- di un generico sistema di spostamenti {\displaystyle {\mathbf {u} }_{2}} congruente con deformazioni interne {\displaystyle {\boldsymbol {\varepsilon }}_{2}} e con un sistema di cedimenti {\displaystyle {\bar {\mathbf {u} }}_{2}}

dove
{\displaystyle \int _{\mathcal {B}}{\boldsymbol {\sigma }}_{1}^{t}{\boldsymbol {\varepsilon }}_{2}\,dv} è il lavoro virtuale interno compiuto dalle tensioni {\displaystyle {\boldsymbol {\sigma }}_{1}} per le deformazioni {\displaystyle {\boldsymbol {\varepsilon }}_{2}};
{\displaystyle \int _{\mathcal {B}}{\mathbf {q} }_{1}^{t}{\mathbf {u} }_{2}\,dv+\int _{{\mathcal {C}}_{f}}{\mathbf {f} }_{1}^{t}{\mathbf {u} }_{2}\,ds} è il lavoro virtuale esterno compiuto dalle forze {\displaystyle ({\mathbf {q} }_{1},{\mathbf {f} }_{1})} per gli spostamenti {\displaystyle {\mathbf {u} }_{2}};
{\displaystyle \int _{{\mathcal {C}}_{u}}({\boldsymbol {\sigma }}_{1}{\mathbf {n} })^{t}{\bar {\mathbf {u} }}_{2}\,ds} è il lavoro virtuale esterno compiuto dalle reazioni vincolari {\displaystyle ({\boldsymbol {\sigma }}_{1}{\mathbf {n} })} per i cedimenti {\displaystyle {\bar {\mathbf {u} }}_{2}}.
Il principio dei lavori virtuali permette di esprimere in forma integrale sia le condizioni di equilibrio  che di  congruenza di un sistema meccanico.
Equilibrio (principio degli spostamenti virtuali)
- Scritta per ogni variazione possibile del campo di spostamenti {\displaystyle \delta {\mathbf {u} }} (il sistema virtuale), congruente con variazioni di deformazioni interne {\displaystyle \delta {\boldsymbol {\varepsilon }}} e nel rispetto delle condizioni di vincolo cinematico sulla parte {\displaystyle {\mathcal {C}}_{u}} della frontiera
- l'equazione dei lavori virtuali nella forma degli spostamenti virtuali

{\displaystyle \int _{\mathcal {B}}{\boldsymbol {\sigma }}^{t}\delta {\boldsymbol {\varepsilon }}\,dv=\int _{\mathcal {B}}{\mathbf {q} }^{t}\delta {\mathbf {u} }\,dv+\int _{{\mathcal {C}}_{f}}{\mathbf {f} }^{t}\delta {\mathbf {u} }\,ds\;,\;\;\forall \delta {\mathbf {u} }}
- impone l'equilibrio tra il campo delle tensioni interne {\displaystyle {\boldsymbol {\sigma }}} e il sistema delle forze esterne {\displaystyle \{{\mathbf {q} },{\mathbf {f} }\}} applicate.

Congruenza (principio delle forze virtuali)
- Scritta per ogni variazione possibile del campo tensionale {\displaystyle \delta {\boldsymbol {\sigma }}}  (il sistema virtuale), nel rispetto delle condizioni di equilibrio
- l'equazione dei lavori virtuali nella forma complementare o delle forze virtuali

{\displaystyle \int _{\mathcal {B}}\delta {\boldsymbol {\sigma }}^{t}{\boldsymbol {\varepsilon }}\,dv=\int _{{\mathcal {C}}_{u}}(\delta {\boldsymbol {\sigma }}{\mathbf {n} })^{t}{\bar {\mathbf {u} }}\,ds\;,\;\;\forall \delta {\boldsymbol {\sigma }}}
- impone la congruenza tra spostamenti, cedimenti e deformazioni  {\displaystyle ({\mathbf {u} },{\bar {\mathbf {u} }},{\boldsymbol {\varepsilon }})} che descrivono l'effettiva cinematica del sistema.

## Formulazioni variazionali
A partire dalle formulazioni integrali delle equazioni (di equilibrio o di congruenza) del sistema definite dal principio dei lavori virtuali, è possibile generare una vasta gamma di possibili formulazioni del problema elasto-statico. Richiameremo nel seguito le due formulazioni variazionali basate sul Principio di minimo dell'energia potenziale totale e sul Principio di minimo dell'energia complementare totale.

### Principio di stazionarietà (minimo) dell'energia potenziale totale
Tale formulazione fa riferimento ad una scrittura del problema nelle sole variabili cinematiche di spostamento e nel caso di carichi conservativi, ricercando la soluzione elastica fra tutti i campi di spostamento compatibili, che cioè verifichino a priori le condizioni di compatibilità cinematica.
Tra tutti i campi di spostamenti {\displaystyle {\mathbf {u} }} compatibili con i vincoli cinematici, la soluzione del problema elastico (che, nel rispetto del legame costitutivo, realizza anche le relazioni di equilibrio) è quella che rende stazionario il funzionale dell'energia potenziale totale del sistema
{\displaystyle \Pi [{\mathbf {u} }]={\tfrac {1}{2}}\int _{\mathcal {B}}{\boldsymbol {\varepsilon }}^{t}[{\mathbf {u} }]\,{\mathsf {C}}\,{\boldsymbol {\varepsilon }}[{\mathbf {u} }]\,dv-\int _{\mathcal {B}}{\mathbf {q} }^{t}{\mathbf {u} }\,dv-\int _{{\mathcal {C}}_{f}}{\mathbf {f} }^{t}{\mathbf {u} }\,ds={\mbox{min}}_{u}}
dove
- {\displaystyle \Phi [{\mathbf {u} }]={\tfrac {1}{2}}\int _{\mathcal {B}}{\boldsymbol {\varepsilon }}^{t}[{\mathbf {u} }]\,{\mathsf {C}}\,{\boldsymbol {\varepsilon }}[{\mathbf {u} }]\,dv} indica l'energia di deformazione del sistema (cioè l'energia accumulata internamente dal sistema durante il processo deformativo),
- {\displaystyle -\int _{\mathcal {B}}{\mathbf {q} }^{t}{\mathbf {u} }\,dv-\int _{{\mathcal {C}}_{f}}{\mathbf {f} }^{t}{\mathbf {u} }\,ds} è l'energia potenziale dei carichi esterni.

La condizione di stazionarietà risulta anche di minimo per il funzionale se l'energia di deformazione si ammette definita positiva. Tale condizione fa parte della fisica del problema, misurando l'energia di deformazione il necessario lavoro positivo speso dalle forze esterne per deformare, in un percorso quasi—statico, un sistema elastico.

### Principio di stazionarietà (minimo) dell'energia complementare totale
Tale formulazione variazionale fa riferimento ad una scrittura del problema elasto-statico nelle sole variabili statiche interne,  ricercando la soluzione elastica fra tutti i campi di tensione {\displaystyle {\boldsymbol {\sigma }}} che verifichino a priori le condizioni di equilibrio con i carichi esterni.
Tra tutti i campi di tensione equilibrati con i carichi, la soluzione del problema elastico (che, nel rispetto del legame costitutivo, realizza anche le relazioni cinematiche) è quella che minimizza il funzionale dell'energia complementare totale del sistema
{\displaystyle \Pi _{c}[{\boldsymbol {\sigma }}]={\tfrac {1}{2}}\int _{\mathcal {B}}{\boldsymbol {\sigma }}^{t}\,{\mathsf {C}}^{-1}\,{\boldsymbol {\sigma }}\,dv-\int _{C_{u}}({\boldsymbol {\sigma }}{\mathbf {n} })^{t}{\bar {\mathbf {u} }}\,ds={\mbox{min}}_{\sigma }}
dove
- {\displaystyle \Phi [{\boldsymbol {\sigma }}]=\int _{\mathcal {B}}{\boldsymbol {\sigma }}^{t}\,{\mathsf {C}}^{-1}\,{\boldsymbol {\sigma }}\,dv} indica l'energia di deformazione del sistema in forma complementare,
- {\displaystyle \int _{C_{u}}({\boldsymbol {\sigma }}{\mathbf {n} })^{t}{\bar {\mathbf {u} }}\,ds} è il lavoro compliuto dalle reazioni vincolari sui cedimenti assegnati.

La condizione di stazionarietà risulta anche di minimo per il funzionale ammettendo la positività dell'energia di deformazione.

## Proprietà della soluzione
La sinteticità della formulazione variazionale rispetto a quella differenziale del problema elasto-lineare permette di indagare in maniera relativamente agevole alcuni caratteri qualitativi della soluzione.
Esistenza della soluzioneSulla base di alcune restrizioni sulle proprietà elastiche del sistema, si dimostra, anche se in modo non proprio immediato, l'esistenza della soluzione del problema elasto-statico.
Unicità della soluzioneTeorema di Kirchhoff di unicità della soluzione elastica: se il tensore elastico è definito positivo allora esiste un'unica soluzione del problema elastico.
Principio di sovrapposizione degli effettiData la linearità delle relazioni del problema, si determina una diretta proporzionalità (linearità) tra le cause (forze e i cedimenti) e gli effetti (spostamenti, deformazioni e tensioni). Conseguenza di tale linearità è il principio di sovrapposizione degli effetti, per il quale la soluzione corrispondente ad una somma di cause è pari alla somma delle soluzioni corrispondenti ad ognuna delle cause agenti singolarmente.

## Ricerca della soluzione
Precisati gli aspetti qualitativi del problema elasto-lineare, rimane il non semplice problema di ricercarne la soluzione. Se affrontato nella sua generalità, per generiche geometrie, carichi, ecc., tale problema presenta difficoltà insuperabili. Sono infatti disponibili soluzioni per un numero molto limitato di casi.
I vantaggi della formulazione variazionale rispetto alla formulazione differenziale sono evidenti, in termini operativi, soprattutto quando si è interessati non alla soluzione esatta del problema elastico-lineare, ma alla generazione di una soluzione approssimata dello stesso, per esempio mediante tecniche di discretizzazione ad elementi finiti. Tale obiettivo risulta ottenibile in modo relativamente agevole sia sulla base del minimo dell'energia potenziale totale, sia sulla base del minimo dell'energia complementare totale.
Ancora, l'approccio variazionale si dimostra estremamente potente nella generazione dei modelli approssimati di corpi alla base della meccanica delle strutture.